# بث اند بادی ورکس
بث اند بادی ورکس (انگلیسی: Bath & Body Works) یک مجموعه فروشگاه زنجیره ای خرده فروشی آمریکایی است که در سال ۱۹۹۰ در نیو آلبانی، اوهایو ایجاد گردید و به فروش محصولات بهداشتی و حمام می‌پردازد.